# اولف مالمروس
اولف مالمروس (سوئدی: Ulf Malmros؛ زادهٔ ۱۶ مارس ۱۹۶۵) فیلم‌نامه‌نویس، کارگردان و مجری رادیو اهل سوئد است. وی از سال ۱۹۸۹ میلادی تاکنون مشغول فعالیت بوده‌است.
از فیلم‌هایی که وی در آن‌ها نقش داشته‌است، می‌توان به گزارش به خداوند اشاره نمود.